# Birgit Tengroth
Birgit Tengroth, (Stockholm, 1915. július 13. – Stockholm, 1983. szeptember 21.) svéd színésznő, regény- és újságírónő.

## Élete és pályafutása
Már egészen fiatalon, 10 évesen fellépett Sven Jerring rádióshowjában, a Barnens Brevlådaban barátnőjével Sickan Carlssonnal együtt. 1926 és 1931 között a Királyi Operaház balettiskolájának volt növendéke. Első kisebb filmszerepét már 1926-ban megkapta, később a Svensk Filmindustrival állt szerződésben. 1949-ben Ingmar Bergman is fontos szerepet osztott rá a Szomjúságban. Utolsó filmjét a  Flicka och hyacintert egy évvel később Hasse Ekman rendezésében forgatta. Pályafutása alatt 46 filmben szerepelt. Amikor 1950-ben otthagyta a filmipart regény- és újságírással kezdett el foglalkozni. Második férje Jens Otto Krag dán szociáldemokrata politikus volt, aki 1962 és 1968, majd 1971 és 1972 között Dánia miniszterelnöki tisztségét töltötte be. Tengroth betegsége miatt az utolsó éveit teljes elszigeteltségben töltötte.

## Fordítás
- Ez a szócikk részben vagy egészben  a   Birgit_Tengroth című angol Wikipédia-szócikk fordításán alapul.  Az eredeti cikk szerkesztőit annak laptörténete sorolja fel. Ez a jelzés csupán a megfogalmazás eredetét és a szerzői jogokat jelzi, nem szolgál a cikkben szereplő információk forrásmegjelöléseként.